# Entradero
Entradero is een plaats (lugar poblado) in de gemeente (distrito) Antón (provincie Coclé) in Panama. In 2010 was het inwoneraantal 1000. 